# Königliche Eisenbahndirektion Berlin
Die Königliche Eisenbahndirektion Berlin der Preußischen Staatseisenbahnen bestand vom 1. April 1880 bis zum 1. April 1920.
Die Direktion mit Sitz in Berlin war zwar mit 587 Kilometern diejenige mit dem kleinsten Anteil am preußischen Streckennetz, wies aber mit dem Bahnknoten Berlin ein erhebliches Verkehrsaufkommen auf. Sie war 1880 aus der bereits 1852 aufgekauften Niederschlesisch-Märkischen Eisenbahn, die seitdem als Königliche Direction der Niederschlesisch-Märkischen Eisenbahn firmierte, hervorgegangen. Mit der Verstaatlichung der Berliner Eisenbahnen, wie der Berlin-Potsdam-Magdeburger Eisenbahn oder der Berlin-Anhaltischen Eisenbahn in den Jahren 1878 bis 1887 wuchs sie zu einer großen Behörde mit zahlreichen Beamten. Bereits ab 1885 musste sie einen Teil ihrer Strecken schrittweise an andere Direktionen abgeben. Im Zuge der Neustrukturierung der preußischen Direktionen 1895 wurde ihr Streckennetz erheblich verkleinert. In ihrer Verantwortung lagen seitdem die Stadtbahn, die Ringbahn, alle Berliner Bahnhöfe und der Vorortverkehr wie etwa der Berlin-Dresdner Eisenbahn bis Zossen. Der Fernverkehr von und nach Berlin oblag dagegen den jeweiligen Nachbardirektionen.
Mit dem Übergang der einzelnen Länderbahnen in den Besitz des Deutschen Reiches wurde die Eisenbahndirektion Berlin (1919 – 5. Juli 1922) zur Reichsbahndirektion Berlin umgewandelt.

## Sitz
Die Eisenbahndirektion hatte ab 1895 ihren Sitz im neu errichteten Dienstgebäude am Landwehrkanal, Schöneberger Ufer 1–3 im Bezirk Friedrichshain-Kreuzberg.

## Präsidenten
- 1880–1881: Engelbert Pape
- 1881–1893: Eduard Wex
- 1893–1904: Viktor Ferdinand von Kranold
- 1904–1910: Gustav Behrendt
- 1910–1917: Otto Rüdlin
- 1917–1922: Alexander Wulff (ab 1919 Eisenbahndirektion Berlin)

## Weblink
- www.bahnstatistik.de: Königliche Eisenbahndirektion Berlin